# Generalkapitän der Kirche
Der Generalkapitän der Kirche (italienisch Capitano generale della Chiesa) war der tatsächliche Oberbefehlshaber der päpstlichen Streitkräfte. Der Posten wurde in der Regel an einen italienischen Adligen mit einem hervorragenden militärischen Ruf, später an einen Verwandten des Papstes verliehen. Parallel dazu gab es das Amt des Gonfaloniere der Kirche, wobei letzteres eher eine Ehrenstellung als die Verantwortung eines militärischen Anführers im Kampf darstellte. Papst Innozenz XII. schaffte beide Ämter ab und ersetzte sie durch das Amt des Fahnenträgers der Heiligen Römischen Kirche (italienisch Vessillifero della Chiesa), das später erblich an die Familie Naro Patrizi verliehen wurde.
Traditionell trug der Generalkapitän als Symbol der Heeresleitung einen vom Papst gesegneten Marschallstab.

## Liste der Generalkapitäne (unvollständig)
| Generalkapitän                    | Porträt                 | ernennender Papst            | Anmerkungen |
| --------------------------------- | ----------------------- | ---------------------------- | --- |
| Jakob II. von Aragón              |                         | Bonifatius VIII. (1294–1303) | Gonfalonier, Admiral, und Generalkapitän der Kirche; gezwungen einen Krieg gegen seinen eigenen Bruder zu führen (vgl. Sizilianische Vesper) |
| Philipp VI. von Frankreich        |                         | Benedikt XII. (1334–1342)    | circa August 1336 |
| Juan Fernández de Heredia         |                         | Innozenz VI. (1352–1362)     | [ 7 ] |
| Daniele del Carretto              |                         | Gregor XI. (1370–1378)       | [ 8 ] |
| Carlo Malatesta                   |                         | Bonifatius IX. (1389–1404)   | Temporärer Vikar und Generalkapitän der Kirche |
| Braccio da Montone                |                         | Gregor XII. (1406–1415)      | ernannt im Jahre 1414; „benutzte die Armee, die nominell dem Papst gehörte, um für sich selbst Perugia zu erobern“ |
| Ranuccio Farnese il Vecchio       |                         | Eugen IV. (1431–1447)        | ernannt 1435; Großvater Papst Pauls III. |
| Niccolò Piccinino                 |                         | Eugen IV. (1431–1447)        | ernannt am 6. Juni 1442; Condottiere; auch der Kommandeur des Herzogs von Mailand und damit einer der ersten konkreten Hinweise auf das Bündnis zwischen dem Papst und Mailand |
| Jacques Cœur                      |                         | Nikolaus V. (1447–1455)      | gestorben als Generalkapitän |
| Ludovico Trevisan                 |                         | Calixt III. (1455–1458)      | spielte eine wichtige Rolle bei der Organisation der Marine-Kampagne gegen die Osmanen im Dezember 1455, verantwortlich für den Bau der päpstlichen Flotte und ernannt als „apostolischer Legat, General-Gouverneur, Kapitän und allgemein Condottiere“. |
| Pedro Luis de Borja               |                         | Calixt III. (1455–1458)      | auch Stadtpräfekt nicht zu verwechseln mit Pedro Luis de Borja de Lanzol Romaní |
| Antonio Piccolomini               |                         | Pius II. (1458–1464)         | Sohn der Schwester Pius’ II., laikaler Verwandter; Gehalt von 2000 Dukaten jährlich und Kastellan der Engelsburg; erhielt den Titel Herzog von Amalfi, verliehen durch König Ferrante, ein Amt, das später ebenfalls von päpstlichen Verwandten besetzt wurde                                                                                                  |
| Girolamo Riario                   |                         | Sixtus IV. (1471–1484)       | Teilnehmer der Pazzi-Verschwörung; Bruder des Kardinalnepoten Pietro Riario; Titel später verloren |
| Franceschetto Cybo                |                         | Innozenz VIII. (1484–1492)   | unehelicher Sohn Innozenz’ VIII. |
| Roberto Eustachio                 |                         | Innozenz VIII. (1484–1492)   | ehemaliger Condottiere von Mailand, führte die Kampagne gegen Alfons II. von Neapel, später in den Dienst der Republik Venedig zurückgekehrt |
| Niccolò di Pitigliano (Orsini)    |                         | Innozenz VIII. (1484–1492)   | ernannt am 27. Juni 1489 inmitten eines Konflikts mit Ferrante |
| Juan Borgia, 2. Herzog von Gandía |                         | Alexander VI. (1492–1503)    | Sohn Alexanders VI., auch Herzog von Gandía und Gonfalonier; ermordet vielleicht von seinem Bruder Cesare |
| Cesare Borgia                     |                         | Alexander VI. (1492–1503)    | Sohn Alexanders VI.; ehemaliger Kardinalnepot, auch Gonfalonier; oft der Ermordung seines Bruders beschuldigt entweder direkt oder indirekt; Julius II., der Kriegspapst, weigerte sich Cesare nach seiner Wahl in seinem Amt zu bestätigen |
| Francesco Maria I. della Rovere   |                         | Julius II. (1503–1513)       | Sohn des Giovanni della Rovere, eines Bruders von Papst Julius II., und durch Adoption Erbe von Guidobaldo I. da Montefeltro als Herzog von Urbino; behielt das Amt nach dem Tod Julius’ II. für ein Jahr gegen eine Zahlung von 13.844 Dukaten zuzüglich einer Summe von 30.000 Dukaten für den Unterhalt von 200 Söldnern und 100 Reitern leichte Kavallerie |
| Giuliano di Lorenzo de’ Medici    |                         | Leo X. (1513–1521)           | Giulianos Sohn Giulio (der zukünftige Papst Clemens VII.) war päpstlicher Legat in der Armee |
| Lorenzo di Piero de’ Medici       |                         | Leo X. (1513–1521)           | ernannt nach dem Tod Giulianos im Jahr 1516; befahl zunächst die päpstliche Armee im Krieg um Urbino (1517) |
| Bernardo Dovizi da Bibbiena       |                         | Leo X. (1513–1521)           | ernannt nach der Verwundung von Lorenzo, befahl die päpstliche Armee im Krieg um Urbino (1517) |
| Federico II. Gonzaga              |                         | Leo X. (1513–1521)           | Sohn der Isabella d’Este, auch Gonfalonier; intervenierte nicht in den Sacco di Roma (1527) |
| Federico II. Gonzaga              | Hadrian VI. (1522–1523) |                              | Sohn der Isabella d’Este, auch Gonfalonier; intervenierte nicht in den Sacco di Roma (1527) |
| Francesco Maria I. della Rovere   |                         | Clemens VII. (1523–1534)     | wiederberufen von Clemens VII. nachdem Leo X. ihn seiner Herzogswürde beraubt hatte und dann von Hadrian VI. wieder eingesetzt |
| Pier Luigi II. Farnese            |                         | Paul III. (1534–1549)        | ernannt am 2. Februar 1537, Sohn Pauls III. und ehemaliger Gonfaloniere (im Januar 1535 ernannt); hatte beide Titel gleichzeitig inne |
| Giambattista del Monte            |                         | Julius III. (1550–1555)      | Neffe Julius’ III. |
| Guidobaldo II. della Rovere       |                         |                              | [ 32 ] |
| Giovanni Carafa                   |                         | Paul IV. (1555–1559)         | bestellt nach dem Rücktritt Guidobaldos, Neffe Pauls IV., angeblich „leutselig und inkompetent“ |
| Camillo Orsini                    |                         | Paul IV. (1555–1559)         | kurzzeitig berufen zur Verteidigung Roms gegen das Königreich Neapel am 21. Januar 1559 und bereits im April desselben Jahres im Amt verstorben. |
| Marcantonio Colonna               |                         | Gregor XIII. (1572–1585)     | führte die päpstliche Flotte während der Seeschlacht von Lepanto (1571) |
| Taddeo Barberini                  |                         | Urban VIII. (1623–1644)      | Bruder des Kardinalnepoten Antonio Barberini |
| Antonio Ottoboni                  |                         | Alexander VIII. (1689–1691)  | [ 35 ] |